# Никки Делано
Никки Делано (англ. Nikki Delano; род. 12 апреля 1986, Бруклин, Нью-Йорк, США) — американская порноактриса, стриптизёрша и модель.

## Ранние годы
Родилась и выросла в Бруклине, Нью-Йорк, является старшей из восьми братьев и сестер в семье. Отец — пуэрториканец, мать имеет колумбийские и итальянские корни. Воспитывалась в строгой католической семье и посещала католическую школу. Окончила колледж уголовного права имени Джона Джея с бакалаврским дипломом судебного психолога.
До карьеры в кино работала офис-менеджером в Bank of America. Также была танцовщицей стриптиза и гимнасткой.

## Карьера
Начала сниматься в фильмах для взрослых 7 февраля 2011 года.

## Личная жизнь
Бисексуалка.

## Премии и номинации
| Год  | Премия           | Результат | Номинация                                                                      | Работа                       |
| ---- | ---------------- | --------- | ------------------------------------------------------------------------------ | ---------------------------- |
| 2012 | NightMoves Award | Номинация | Лучшая танцовщица                                                              | н/д                          |
| 2012 | NightMoves Award | Победа    | Лучший латиноамериканский исполнитель (Выбор редакции)                         | н/д                          |
| 2012 | NightMoves Award | Номинация | Лучшая задница                                                                 | н/д                          |
| 2012 | XBIZ Award       | Номинация | Старлетка года                                                                 | н/д                          |
| 2013 | AVN Award        | Номинация | Лучшая тройная сексуальная сцена (B/B/G) (вместе с Chris Strokes и Jordan Ash) | Flesh Hunter 11              |
| 2013 | NightMoves Award | Номинация | Лучший этнический исполнитель                                                  | н/д                          |
| 2013 | NightMoves Award | Номинация | Лучшая звезда социальных сетей                                                 | н/д                          |
| 2013 | NightMoves Award | Победа    | Best Ass (Editor’s Choice)                                                     | н/д                          |
| 2013 | XBIZ Award       | Номинация | Performer Site of the Year                                                     | NikkiDelano.com              |
| 2014 | AVN Award        | Номинация | Unsung Starlet of the Year                                                     | н/д                          |
| 2014 | NightMoves Award | Победа    | Best Butt (Editor’s Choice)                                                    | н/д                          |
| 2015 | AVN Award        | Номинация | Best Porn Star Website                                                         | NikkiDelano.com              |
| 2015 | NightMoves Award | Победа    | Best Adult Film Star Feature Dancer (Fan Choice)                               | н/д                          |
| 2015 | NightMoves Award | Номинация | Best Butt                                                                      | н/д                          |
| 2015 | XBIZ Award       | Номинация | Лучшая актриса второго плана                                                   | 91⁄2 Weeks: An Erotic Parody |
| 2016 | AVN Award        | Номинация | Best Porn Star Website                                                         | NikkiDelano.com              |